# Флаг Самара
Флаг Самара (укр. Прапор Самара) — один из официальных символов города Самари Днепропетровской области Украины.

## Описание
Флаг представляет собой квадратное полотнище (1:1) и имеет отличную от герба символику. Флаг города выполнен в малиновом цвете – отсылка к цвету старинных козацких хоругв. Его украшают фигуры льва и звезды — древнейшие документированные символы, свидетельствующие о значимости Самара как административного и военного центра Самарской паланки и важной ячейке Подпольненской Сечи.
Был утвержден 22 апреля 2025 года.

## История
Флаг представлял собой прямоугольное полотнище малинового цвета с соотношением ширины и длины 2:3. Цвет флага указывали на историю города, связанную с казачеством, а также символизировали победу жизни над смертью. В верхнем углу флага около древка расположено изображение герба города, полностью воспроизводящее все его графические элементы.

Флаг Новомосковска 1999-2025

Верхняя часть древка флага была увенчана навершием в виде металлической каплевидной фигуры, выполненной контурно, на которую нанесено изображение герба города.
Был утвержден 30 июня 1999 года.